# شیخ‌احمد (اهر)
شیخ‌احمد یکی از روستاهای استان آذربایجان شرقی است که در دهستان آذغان بخش مرکزی شهرستان اهر واقع شده‌است.این روستا ۵۲ نفر جمعیت دارد.
شایان ذکر است که در سال 1401 شمسی توسط شرکت کانی پرشیا آزمایش های اکتشافی انجام شد. گزارش ها حاکی از آن است که در روستای مذکور عنصر های مس ، روی ، قلع ، مولیبدن و به ویژه طلا که با درصد خلوص فوق العاده بالاتری وجود دارد و به همین علل معدن این روستا معدن مس و طلا شیخ احمد نامگذاری شد.